# شاکوهاچی

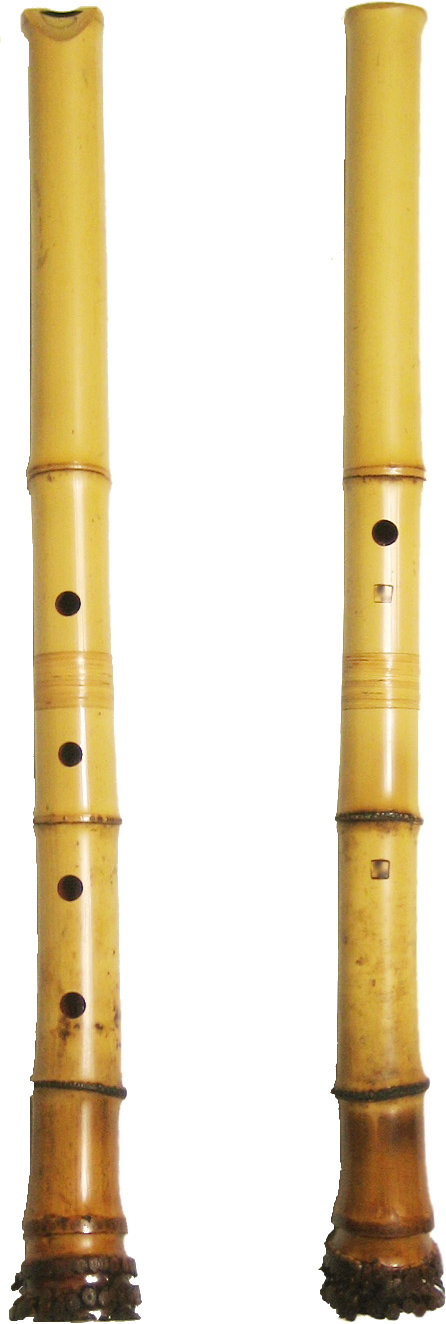
فلوت شاکوهاچی.

شاکوهاچی، نام یک فلوت ژاپنی ساخته شده از نی است که انتهای آن ورم کرده و از هسیائو چینی مشتق شده‌است.
انتهای ورم کردهٔ فلوت شاکوهاچی به‌طور مایل به طرف خارج بریده شده‌است و یک تکهٔ کوچک عاج فیل یا استخوان در لبهٔ آن قرار داده شده‌است که اجازه می‌دهد مایه‌های ظریف گوناگونی در صدا ایجاد شود. انتهای قیفی شکل یا شکمبه شامل الوار کندهٔ چوب و گیاه خیزران همراه ریشه‌های انتهایی آن است. بدنه به‌طور طبیعی یا به‌طور مصنوعی یا ساختگی روی انتهای قیفی شکل به دلایل زیبایی شناختی خم شده‌است.
نام وسیله از درازای اصلی این آلت موسیقی گرفته شده‌است: یک شاکو (که برابر ۳۰٫۳ سانتی متر است) و هشت (که به ژاپنی: هاچی است) سون (که معادل ۱٫۲ اینچ یا ۳ سانتی متر است). اما در حقیقت این آلت موسیقی در اندازه‌های مختلفی ساخته شده‌است. معمولاً فلوت شاکوهاچی دارای سوراخ‌های چهار انگشتی به علاوهٔ یک سوراخ شستی ( حفره ای که شست در آن جا بگیرد) است. این فلوت در موسیقی‌های تکنوازی یا کلیسایی استفاده می‌شود. معروف‌ترین آهنگی که این فلوت در آن استفاده شده ترانهٔ سادی (Sadeness) (قسمت اول) از پروژهٔ موسیقی انیگما است.